# ترنت لات
ترنت لات (به انگلیسی: Trent Lott) سناتور سابق عضو حزب جمهوری‌خواه ایالات متحده آمریکا بود. وی در سال ۱۹۸۹ تا ۲۰۰۷ میلادی سناتور ایالت میسیسیپی در سنای ایالات متحده آمریکا بود.